# Puposyrnola kaasi
Puposyrnola kaasi is een slakkensoort uit de familie van de Pyramidellidae. De wetenschappelijke naam van de soort werd in 1998 voor het eerst geldig gepubliceerd door Jacobus Johannes van Aartsen, Edi Gittenberger en Jeroen Goud. De soort is vernoemd naar de Nederlandse onderwijzer en bioloog Pieter Kaas.